# Lech Mastalerz
Lech Władysław Mastalerz (ur. 24 czerwca 1950 w Warszawie) – polski urzędnik konsularny i dyplomata, ambasador RP Nowej Zelandii (2004–2009) oraz chargé d'affaires w Islandii (2013–2017).

## Życiorys
Jest absolwentem Wydziału Prawa i Administracji Uniwersytetu Warszawskiego (1972) oraz podyplomowego studium Międzynarodowych Stosunków Gospodarczych w Szkole Głównej Planowania i Statystyki (1974), letniej sesji Haskiej Akademii Prawa Międzynarodowego (1975) i Podyplomowego Studium Stosunków Międzynarodowych w Wyższej Szkole Nauk Społecznych (1981). 
Po zakończeniu studiów w 1972 został pracownikiem Ministerstwa Spraw Zagranicznych. Związany głównie z departamentami konsularnymi i prawno-traktatowymi, specjalizując się w prawie morza, problematyce prawnej ONZ, zwalczania terroryzmu, międzynarodowym prawem lotniczym oraz kosmicznym. W 1976 przebywał na stażu w konsulacie generalnym PRL w Londynie. W 1979 przebywał w polskim kontyngencie UNEF w Egipcie. W latach 1983–1987 pracował w konsulacie generalnym PRL w Chicago, a w latach 1992–1998 w konsulacie generalnym w Toronto, gdzie kierował działem prawnym, spraw obywatelskich i opieki konsularnej. Jednocześnie w latach 1994–1998 pełnił funkcję kierownika polskiej szkoły w Toronto. Od grudnia 2002 był radcą ambasady RP w Wellington w stopniu chargé d'affaires. W lipcu 2004, po podniesieniu klasy placówki, został ambasadorem w Nowej Zelandii. Odwołany ze skutkiem na 31 marca 2009. Od 2013, po zmianie tamtejszego konsulatu na ambasadę, kierował do 2017 jako chargé d'affaires polską placówką w Reykjavíku. 
Z żoną ma dwie córki: Marcelinę (1984) i Annę (1991).